# Comtat de Clare
El comtat de Clare (gaèlic irlandès an Chláir) és un comtat de la província de Munster (República d'Irlanda). Està situat en la costa occidental de l'illa, enfront de l'oceà Atlàntic, al nord-oest del riu Shannon. Limita amb els comtat de Limerick al sud, amb Tipperary Nord a l'est i el Comtat de Galway al nord. El sobrenom de Clare és the Banner County.

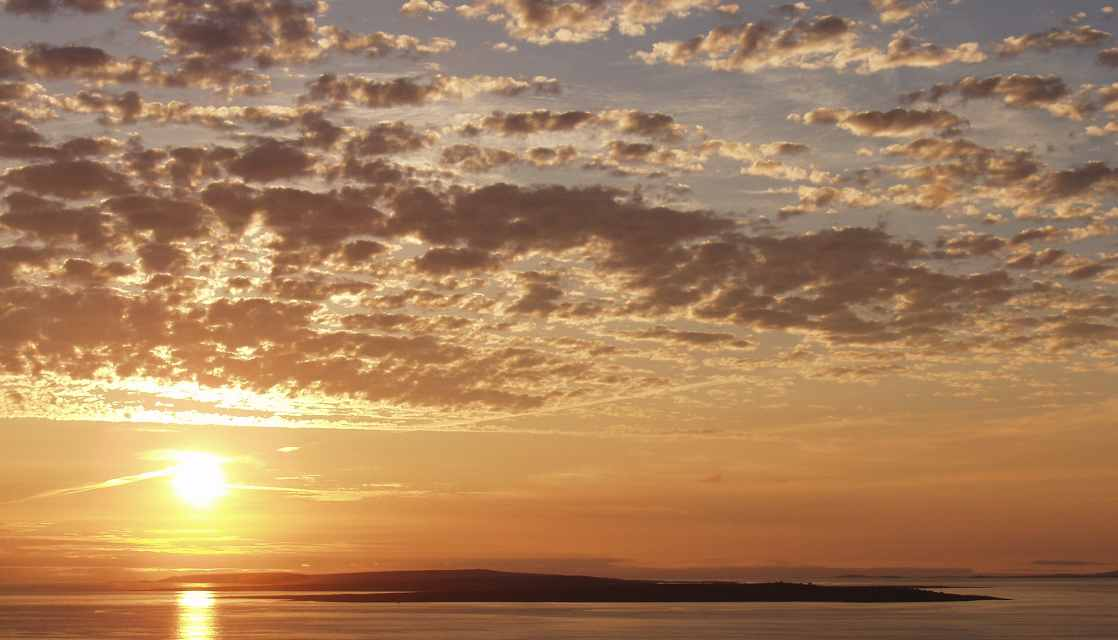
Les Illes d'Aran

## Ciutats i viles
- Ardnacrusha
- Ballynacally
- Ballyvaughan
- Barefield
- Broadford
- Bunratty
- Carrigaholt
- Carron
- Clarecastle
- Clonlara
- Connolly
- Cooraclare
- Corofin
- Cratloe
- Cree (Creegh)
- Cross
- Crusheen
- Doolin
- Doonaha
- Doonbeg
- Doora
- Ennis
- Ennistymon
- Fanore
- Feakle
- Inagh
- Inch
- Kilbaha
- Kilfenora
- Kilkee
- Kilkishen
- Kildysart
- Killaloe
- Killimer
- Kilmaley
- Kilmihil
- Kilmurry McMahon
- Kilnaboy
- Kilnamona
- Kilrush
- Lahinch
- Liscannor
- Lisdoonvarna
- Lissycasey
- Meelick
- Miltown Malbay
- Mountshannon
- Mullagh
- Newmarket-on-Fergus
- O'Briensbridge
- Ogonnelloe
- Parteen
- Quilty
- Quin
- Ruan
- Scariff
- Shannon
- Sixmilebridge
- Tuamgraney
- Tubber
- Tulla
- Whitegate

## Història
Hi ha nombroses troballes neolítiques i tombes megalítiques. Durant l'alta edat mitjana formà part del Reis de Connacht governat pels Uí Fiachrach Aidhne fins que en el segle X fou incorporat al Regne de Munster pels dalcassians. Cap al 1118 formà part del Regne de Thomond dirigit pels O'Brien, que es mantingueren independents fins que foren dominats pels Tudor el 1543.